# Distrito de Montauban
El distrito de Montauban es un distrito (en francés arrondissement) de Francia, que se localiza en el departamento de Tarn y Garona (en francés Tarn-et-Garonne), de la región de Mediodía-Pirineos. Cuenta con 18 cantones y 92 comunas.

## División territorial

### Cantones
Los cantones del distrito de Montauban son:
1. Cantón de Caussade
2. Cantón de Caylus
3. Cantón de Grisolles
4. Cantón de Lafrançaise
5. Cantón de Molières
6. Cantón de Monclar-de-Quercy
7. Cantón de Montauban cantón primero
8. Cantón de Montauban cantón segundo
9. Cantón de Montauban cantón tercero
10. Cantón de Montauban cantón cuarto
11. Cantón de Montauban cantón quinto
12. Cantón de Montauban cantón sexto
13. Cantón de Montech
14. Cantón de Montpezat-de-Quercy
15. Cantón de Nègrepelisse
16. Cantón de Saint-Antonin-Noble-Val
17. Cantón de Verdun-sur-Garonne
18. Cantón de Villebrumier

### Comunas
| 1. Albias (82002)                    | 2. Aucamville (82005)               | 3. Auty (82007)                     | 4. Beaupuy (82014)                 |
| 5. Bessens (82017)                   | 6. Bioule (82018)                   | 7. Bouillac (82020)                 | 8. Bourret (82023)                 |
| 9. Bressols (82025)                  | 10. Bruniquel (82026)               | 11. Campsas (82027)                 | 12. Canals (82028)                 |
| 13. Castanet (82029)                 | 14. Caussade (82037)                | 15. Caylus (82038)                  | 16. Cayrac (82039)                 |
| 17. Cayriech (82040)                 | 18. Cazals (82041)                  | 19. Comberouger (82043)             | 20. Corbarieu (82044)              |
| 21. Dieupentale (82048)              | 22. Escatalens (82052)              | 23. Espinas (82056)                 | 24. Fabas (82057)                  |
| 25. Finhan (82062)                   | 26. Féneyrols (82061)               | 27. Ginals (82069)                  | 28. Grisolles (82075)              |
| 29. Génébrières (82066)              | 30. L'Honor-de-Cos (82076)          | 31. Labarthe (82077)                | 32. Labastide-Saint-Pierre (82079) |
| 33. Labastide-de-Penne (82078)       | 34. Lacapelle-Livron (82082)        | 35. Lacourt-Saint-Pierre (82085)    | 36. Lafrançaise (82087)            |
| 37. Laguépie (82088)                 | 38. Lamothe-Capdeville (82090)      | 39. Lapenche (82092)                | 40. Lavaurette (82095)             |
| 41. Loze (82100)                     | 42. Léojac (82098)                  | 43. Mas-Grenier (82105)             | 44. Mirabel (82110)                |
| 45. Molières (82113)                 | 46. Monbéqui (82114)                | 47. Monclar-de-Quercy (82115)       | 48. Montalzat (82119)              |
| 49. Montastruc (82120)               | 50. Montauban (82121)               | 51. Montbartier (82123)             | 52. Montbeton (82124)              |
| 53. Montech (82125)                  | 54. Monteils (82126)                | 55. Montfermier (82128)             | 56. Montpezat-de-Quercy (82131)    |
| 57. Montricoux (82132)               | 58. Mouillac (82133)                | 59. Nohic (82135)                   | 60. Nègrepelisse (82134)           |
| 61. Orgueil (82136)                  | 62. Parisot (82137)                 | 63. Piquecos (82140)                | 64. Pompignan (82142)              |
| 65. Puycornet (82144)                | 66. Puygaillard-de-Quercy (82145)   | 67. Puylagarde (82147)              | 68. Puylaroque (82148)             |
| 69. Reyniès (82150)                  | 70. Réalville (82149)               | 71. Saint-Antonin-Noble-Val (82155) | 72. Saint-Cirq (82159)             |
| 73. Saint-Étienne-de-Tulmont (82161) | 74. Saint-Georges (82162)           | 75. Saint-Nauphary (82167)          | 76. Saint-Porquier (82171)         |
| 77. Saint-Projet (82172)             | 78. Saint-Sardos (82173)            | 79. Saint-Vincent (82174)           | 80. La Salvetat-Belmontet (82176)  |
| 81. Savenès (82178)                  | 82. Septfonds (82179)               | 83. Varen (82187)                   | 84. Varennes (82188)               |
| 85. Vazerac (82189)                  | 86. Vaïssac (82184)                 | 87. Verdun-sur-Garonne (82190)      | 88. Verfeil (82191)                |
| 89. Verlhac-Tescou (82192)           | 90. La Ville-Dieu-du-Temple (82096) | 91. Villebrumier (82194)            | 92. Villemade (82195)              |